# 오르탕스 드 보아르네
오르탕스 외제니 세실 드 보아르네(프랑스어: Hortense Eugénie Cécile de Beauharnais, 1783년 4월 10일 - 1837년 10월 5일)는 나폴레옹 3세의 어머니이자 나폴레옹 1세의 의붓 딸이다. 나폴레옹 1세의 황후 조제핀이 나폴레옹 1세와 혼인하기 전에 낳은 딸이다. 오르탕스는 나폴레옹 1세의 동생인 루이 나폴레옹과 결혼하여 나폴레옹 3세를 낳았다.

## 생애
오르탕스는 부모와 오빠와 함께 마르티니크 섬에서 생활하고 있었지만, 아버지 알렉상드르 드 보아르네 자작의 거듭되는 바람기 등이 문제 되어 어머니 조제핀과의 사이가 급격히 나빠졌기 때문에 1783년 두 사람은 이혼하였다. 1789년 프랑스 혁명이 발발하여, 1794년 4월에 알렉상드르는 붙잡혀 카룸 감옥에 투옥된 후, 7월 23일에 처형당하고 만다. 조제핀도 그가 투옥당한 지 1개월 후에 붙잡혀 역시 투옥되어 버렸다. 그러나, 알렉상드르가 처형된 날부터 4일이 지나자, 로베스피에르가 실각하여 처형되었다. 혁명 정부는 붕괴되었고 그와 동시에 공포 정치는 막이 내려 조제핀은 살아남았다.
그 후, 조제핀은 총재정부의 주역이었던 폴 프랑수아 바라스를 비롯한 몇몇 유력 정치인들의 애인이 되었지만, 나폴레옹 보나파르트(1769-1821)의 구애를 받아들여 1796년 3월 9일에 그와 결혼식을 치렀다. 이 날 이후, 오르탕스 및 오빠 외젠은 의붓아버지 나폴레옹 보나파르트와 함께 살았다. 나폴레옹 보나파르트의 요청에 따라, 오르탕스는 나폴레옹 보나파르트가 가장 총애하는 둘째아우 루이 나폴레옹 보나파르트(1778-1846)와 1802년 1월 4일에 결혼했다. 그러나, 루이 나폴레옹 보나파르트는 가벼운 반신 마비가 있어 우울한 성격이었고, 오르탕스는 조제핀을 닮아 밝고 다른 사람과 잘 어울리는 성격이라 사이는 나빴다. 의부 나폴레옹은 1804년 12월 2일에 프랑스 제국의 황제로 즉위(황제 및 황후의 즉위식)했다. 1806년 루이 나폴레옹은 홀란트 왕국의 국왕으로, 오르탕스는 홀란트 왕비에 봉해졌다. 그러나 두 사람은 여전히 불화했다.
이윽고 오르탕스는 샤를 드 플라오 백작과 불륜했고, 나폴레옹 1세는 그 사실을 알았지만, 불행한 결혼을 시켰다는 자책감 탓에 묵인한 듯하다. 루이 나폴레옹와 오르탕스는 1810년에 이혼했다. 이혼후 아들 3명중, 3남인 샤를 루이 나폴레옹 보나파르트(훗날의 나폴레옹 3세)은 오르탕스와 함께 살았다. 오르탕스는 이혼후부터 샤를 드 플라오와 동거하자마자 아들 샤를 오귀스트 루이 조제프(1811년-1865년. 1862 모르니 공작)를 낳았다. 그러나 둘은 끝내 결혼하지 않았다. 1814년에 모후인 조제핀이 병으로 별세했다.
1815년 나폴레옹 1세의 백일천하 동안 오르탕스는 테일리 궁전에 나폴레옹 1세보다 한 발 앞서 들어가, 여주인 역할을 맡았다. 오빠 외젠은 나폴레옹 1세 자신의 친남매들과는 달리 끝까지 의부에게 충성했다. 프랑스 제국의 붕괴 이후에는 독일과 이탈리아에서 망명생활을 하다가, 스위스의 취리히에 있는 아레넨베르크 성을 매입하여 그 곳에서 거주했다.
1835년, 가문결속의 차원에서 나폴레옹 1세의 막내아우 제롬 보나파르트와 오르탕스는 제롬의 딸 마틸드 보나파르트와 오르탕스의 막내아들 나폴레옹 3세와의 약혼을 논의했다. 4촌간의 근친약혼인 이 사안은 이 4인 모두 찬성하여 약혼까지는 성사됐지만, 1836년 10월말 샤를이 스트라스부르에서 보나파르트 가문으로의 제정 부활(1814년: 나폴레옹 1세의 제정붕괴와 동시에 부르봉 가문의 왕정이 복고됨)을 위한 쿠데타를 실패, 1836년 11월부터 1848년 2월(1848년의 2월혁명으로는 프랑스에 공화정이 선포됨)까지 투옥 및 미국, 영국으로의 망명생활에 접어듦으로써 무산됐다.
오르탕스는 1837년 10월 5일에 사망했다.